# Himatione fraithii
L'apapane di Laysan (Himatione fraithii Rothschild, 1892) è un uccello passeriforme estinto della famiglia Fringillidae.

## Etimologia
Il nome scientifico della specie, fraithii, venne scelto in omaggio a George Douglas Freeth Sr., governatore di Laysan all'epoca della sua descrizione scientifica.

## Descrizione

### Dimensioni
Misurava fino a 13 cm di lunghezza.

### Aspetto
I maschi adulti di apapane di Laysan avevano le regioni superiori vermiglie, la parte inferiore dell'addome e le copritrici del sottoala marrone cenere, e le copritrici del sottocoda bianco-brunastre. Le femmine adulte erano simili al maschio, ma avevano il piumaggio di un rosso più pallido. Dopo la muta le penne divenivano più brillanti, ma si sbiadivano dopo l'esposizione alla luce del sole.

## Biologia

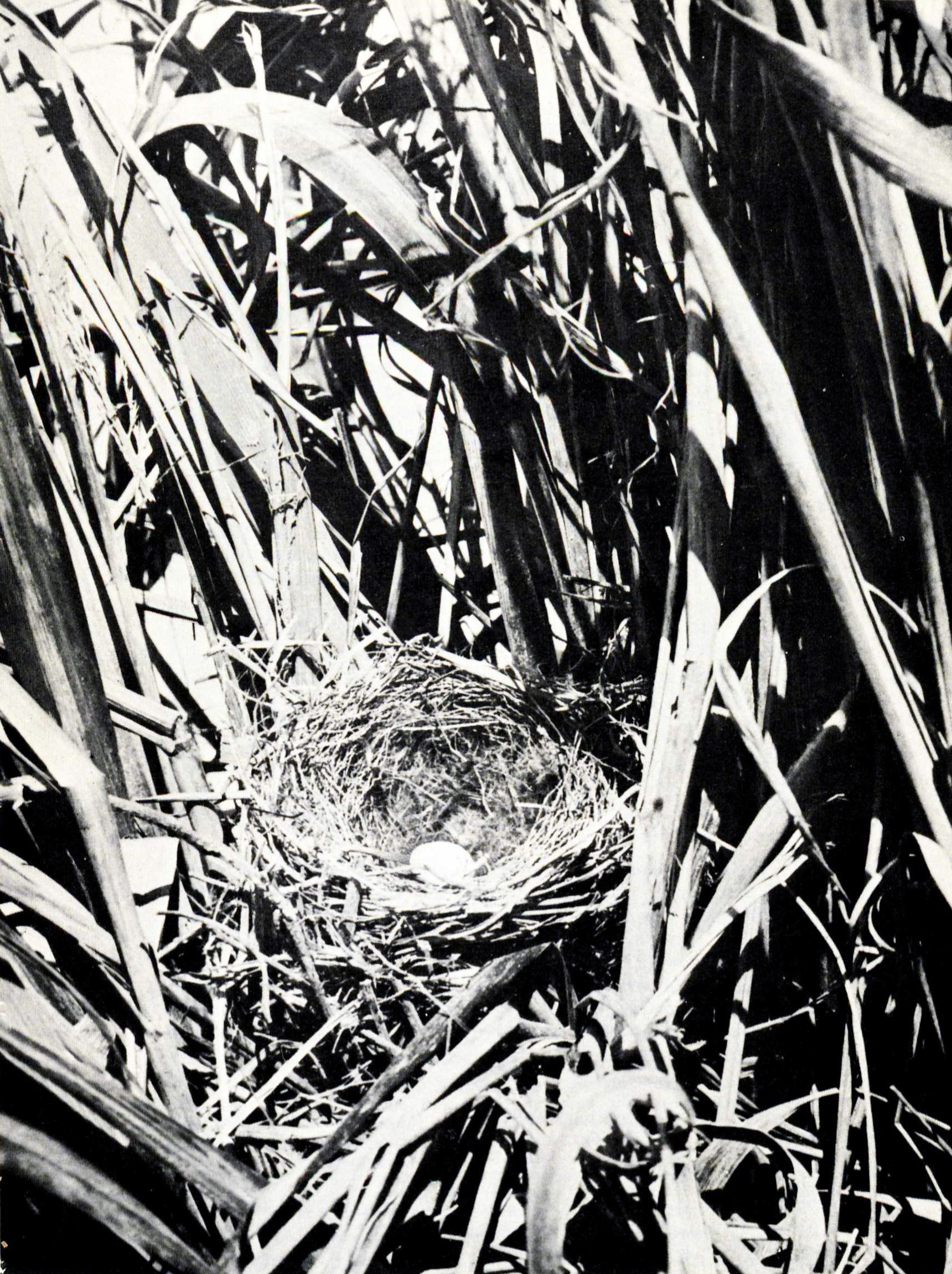
Un nido.

Si trattava di uccelli diurni, che vivevano in piccoli gruppi molto ciarlieri, passando la maggior parte della giornata a cantare e alla ricerca di cibo. 

### Alimentazione
L'apapane di Laysan si nutriva del nettare dei fiori originari dell'isola, in special modo di quelli di maiapilo. Quando il suo numero iniziò a diminuire, questa specie fu costretta a passare al nettare di altre specie, come l'akulikuli e l'ihi e fu osservato anche mentre visitava piante di koali awa, pohuahua e nohu; inoltre, questo uccello occasionalmente si nutriva anche di insetti, come cavallette e falene. A differenza del congenere Himatione sanguinea, l'apapane di Laysan si nutriva sul terreno.

### Riproduzione
L'apapane di Laysan nidificava prevalentemente nel centro di alti ciuffi di erba tussock, ma talvolta costruiva il nido anche all'interno di folti arbusti di aheahea (Chenopodium sandwichensis). I nidi erano costruiti da radichette intrecciate con fili d'erba. Ogni covata era composta da quattro o cinque uova, che venivano covate dalla sola femmina, mentre il maschio stazionava nei dintorni facendo la guardia al nido ed occupandosi di cercare il cibo per sé e per la partner: le cure ai nidiacei erano invece a carico di ambedue i genitori.

## Distribuzione e habitat
Come intuibile dal nome comune, l'apapane di Laysan era endemico dell'omonima isola nelle isole Hawaii nordoccidentali, dove popolava le aree cespugliose.

## Tassonomia
Considerata in passato una sottospecie di Himatione sanguinea (H. s. fraithii), è oggi riconosciuta come specie a sé stante.

## Estinzione
Già naturalmente piuttosto raro e vulnerabile in virtù dell'areale molto circoscritto, all'apapane di Laysan risultò fatale l'introduzione sull'isola dei conigli domestici alla fine del XIX secolo, che portò alla distruzione dell'habitat di nidificazione della specie, la cui data dei estinzione viene generalmente fissata nel 1923, a opera di una tempesta di sabbia.

Ironia della sorte, questo uccello venne filmato poco prima della sua estinzione, avvenuta lo stesso anno dell'autoeradicazione dei conigli dall'isola, a causa dell'assenza di cibo. Tutti i successivi tentativi di trovare questo uccello fallirono miseramente.